# Kaio Jorge
Kaio Jorge Pinto Ramos (Olinda, Pernambuco, Brasil; 24 de enero de 2002), conocido como Kaio Jorge o solo Kaio, es un futbolista brasileño. Juega de delantero y su equipo actual es el Cruzeiro Esporte Clube del Campeonato Brasileño de Serie A de Brasil.

## Trayectoria
Kaio se unió a las inferiores del Santos en 2012 a los 10 años. Llegó al primer equipo en 2018 de mano del entrenador Cuca. Debutó en la Serie A de Brasil el 29 de septiembre de 2018 en la derrota por 1-0 en casa ante el Atlético Paranaense, es el sexto jugador más joven en debutar por el club. Firmó su primer contrato profesional en el Santos el 11 de enero de 2019 por tres años. El 3 de marzo, marcó su primer gol con el Santos en la victoria de remontada por 2-1 sobre Defensa y Justicia, válido por la fase de grupos de la Libertadores. A principios de agosto de 2021 abandonó el Santos, donde Kaio Jorge disputó 84 partidos, marcando 17 goles y dando cuatro asistencias.
Em 17 de agosto de 2021, foi anunciado sua ida para a Juventus no valor de 3 milhões de euros, (18 milhões de reais), assinando contrato até 2026. Debutó con la Juventus el 2 de octubre en el derbi ganado 0-1 a domicilio contra el Torino, entrando como sustituto de Federico Chiesa en los minutos finales.
Kaio Jorge fue cortado de la convocatoria de la Liga de Campeones y fue integrado al equipo Sub-23 de la Juventus. En su primer partido con la Sub-23, marcó uno de los goles en el empate 2-2 con AlbinoLeffe en la décima jornada de la Serie C en Italia. El 23 de febrero de 2022 sufrió una grave lesión en el tendón rotuliano de la rodilla derecha que le obligó a finalizar prematuramente su temporada. Kaio terminó su etapa en  La Vecchia Signora, donde solo disputó 11 partidos con el primer equipo, sin marcar ni dar asistencias. Jugó dos partidos con el equipo B y marcó un gol.
El 29 de agosto de 2023, se marchó cedido al Frosinone Calcio, donde firmó contrato hasta junio del 2024. Debutó el 22 de octubre, sustituyendo a Anthony Oyono en los minutos finales del partido fuera de casa contra el Bologna. El 16 de diciembre de 2023, Kaio Jorge volvió a marcar después de dos años y medio, en la derrota de su equipo por 2-1 como visitante ante el Lecce. Durante su estancia en el Frosinone, el deportista logró volver a la acción, habiendo disputado 22 partidos y marcado 3 goles.
El 5 de mayo de 2024, Cruzeiro llegó a un acuerdo con la Juventus para fichar a Kaio Jorge por 7,2 millones de euros. Kaio firmó un contrato de cinco años con el equipo de Belo Horizonte y vistió la camiseta número 9. Debutó en la Serie A el 21 de julio, entrando como suplente en la derrota a domicilio por 2-0 contra el Palmeiras. El 1 de septiembre de 2024, marcó su primer gol con el Azul, en el partido de liga en casa contra el Atlético Goianiense.
Kaio Jorge anotó un hat-trick en la victoria de la Celeste por 4-1 sobre el Tricolor Gaúcho, en el Mineirão, en la 13ª jornada de la Serie A del Campeonato Brasileño el 13 de junio de 2025.

## Selección nacional
Jugó el Campeonato Sudamericano de Fútbol Sub-15 de 2017 donde anotó cuatro goles en tres encuentros.

## Estadísticas

### Clubes
Actualizado al último partido disputado el 23 de febrero de 2022.
| Club                                                                                       | Div.          | Temporada     | Liga  | Liga  | Estatal(1) | Estatal(1) | Copas nacionales | Copas nacionales | Copas internacionales(2) | Copas internacionales(2) | Total | Total |
| Club                                                                                       | Div.          | Temporada     | Part. | Goles | Part.      | Goles      | Part.            | Goles            | Part.                    | Goles                    | Part. | Goles |
| ------------------------------------------------------------------------------------------ | ------------- | ------------- | ----- | ----- | ---------- | ---------- | ---------------- | ---------------- | ------------------------ | ------------------------ | ----- | ----- |
| Santos F. C. · Brasil                                                                      | 1.ª           | 2018          | 1     | 0     | 0          | 0          | 0                | 0                | 0                        | 0                        | 1     | 0     |
| Santos F. C. · Brasil                                                                      | 1.ª           | 2019          | 3     | 0     | 4          | 0          | 0                | 0                | 0                        | 0                        | 7     | 0     |
| Santos F. C. · Brasil                                                                      | 1.ª           | 2020          | 28    | 4     | 7          | 0          | 1                | 0                | 12                       | 5                        | 48    | 9     |
| Santos F. C. · Brasil                                                                      | 1.ª           | 2021          | 10    | 1     | 7          | 3          | 2                | 1                | 9                        | 3                        | 28    | 8     |
| Santos F. C. · Brasil                                                                      | Total club    | Total club    | 42    | 5     | 18         | 3          | 3                | 1                | 21                       | 8                        | 84    | 17    |
| Juventus de Turín "B" · Italia                                                             | 3.ª           | 2021-22       | 2     | 1     | ―          | ―          | 0                | 0                | ―                        | ―                        | 2     | 1     |
| Juventus de Turín "B" · Italia                                                             | Total club    | Total club    | 2     | 1     | 0          | 0          | 0                | 0                | 0                        | 0                        | 2     | 1     |
| Juventus de Turín · Italia                                                                 | 1.ª           | 2021-22       | 9     | 0     | ―          | ―          | 2                | 0                | 0                        | 0                        | 11    | 0     |
| Juventus de Turín · Italia                                                                 | Total club    | Total club    | 9     | 0     | 0          | 0          | 2                | 0                | 0                        | 0                        | 11    | 0     |
| Total carrera                                                                              | Total carrera | Total carrera | 53    | 6     | 18         | 3          | 5                | 1                | 21                       | 8                        | 97    | 18    |
| (1) Incluye datos del Campeonato Paulista. (2) Incluye datos de la Copa Libertadores 2020. |               |               |       |       |            |            |                  |                  |                          |                          |       |       |

## Palmarés

### Campeonatos internacionales
| Título              | Club   | Sede   | Año  |
| ------------------- | ------ | ------ | ---- |
| Copa Mundial Sub-17 | Brasil | Brasil | 2019 |